# Galeras (ort)
Galeras är en ort i Colombia.   Den ligger i departementet Sucre, i den norra delen av landet, 500 km norr om huvudstaden Bogotá. Galeras ligger 92 meter över havet och antalet invånare är 9 459.
Terrängen runt Galeras är platt. Runt Galeras är det ganska tätbefolkat, med 62 invånare per kvadratkilometer. Närmaste större samhälle är Sincé, 14,2 km nordväst om Galeras. Omgivningarna runt Galeras är huvudsakligen savann.